# Acontia elegans
Acontia elegans là một loài bướm đêm trong họ Noctuidae.